# Kloster Ewig

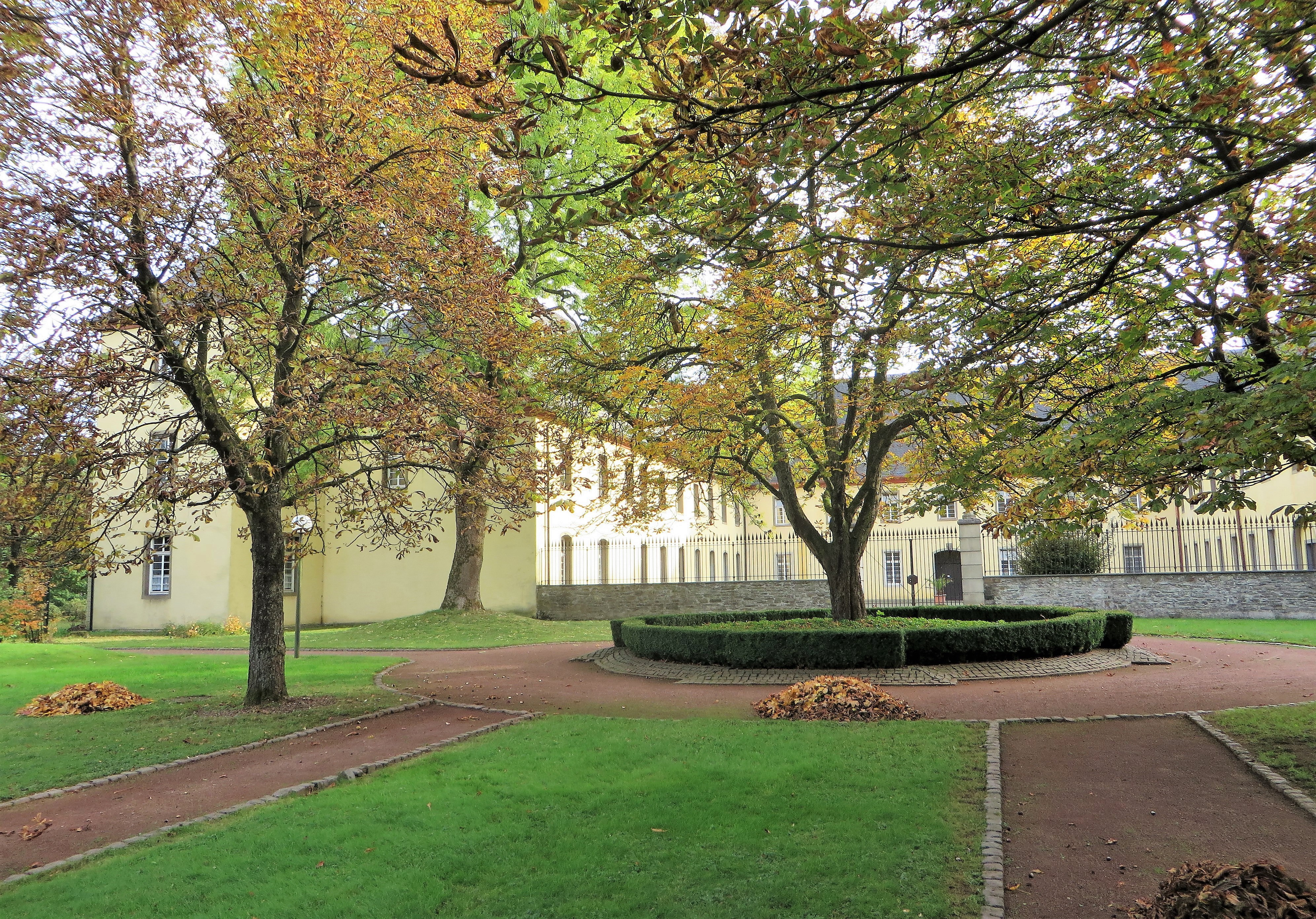
Ehemaliges Klostergebäude Ewig

Das Kloster Ewig war eine 1420 gestiftete Niederlassung von Augustiner-Chorherren im gleichnamigen Ortsteil der Stadt Attendorn im Sauerland. Es bestand bis zur Aufhebung im Jahr 1803. Heute bilden die ehemaligen Klostergebäude einen Teil der Justizvollzugsanstalt Attendorn.

## Klosterzeit bis 1803
Der Stifter war der Attendorner Kaufmann Heinrich Weke (auch Waiken genannt), im Zusammenhang mit zwei Höfen zu Listernohl an die Augustinerchorherren zu Neuss. Die ökonomische Grundlage des Klosters war das seit dem 13. Jahrhundert bestehende Rittergut Ewig mit einer Reihe von verpachteten Höfen und weiterem Besitz. Die Klostergebäude wurden in den Jahren 1412 bis 1429 errichtet. Das erste Oberhaupt der Gemeinschaft war Johannes Sewaldi aus dem Kloster Böddeken. Es gehörte der Windesheimer Kongregation aus dem Umfeld der Devotio moderna an. Patrozinium des neugegründeten Klosters war Salvator mundi und als Nebenpatron St. Antonius. Neben dem Prior lebten in dem neuen Kloster zwölf Brüder, in Anlehnung an die zwölf Jünger Jesu. Die Vogteirechte fielen 1674 an die Familie von Fürstenberg, der damals auch die Burgen Schnellenberg, Waldenburg und Bilstein gehörten. Seit 1683 war dem Kloster Ewig das Augustinerinnenkloster Störmede unterstellt. Im Jahr 1726 wurden die Klostergebäude unter Einbeziehung einer älteren Kirche neu erbaut. Hierbei wurden ältere Gebäude abgerissen und das Ostportal mit figürlichem Schmuck ergänzt. Das Kloster bildete eine große, unregelmäßige Vierflügelanlage. Der langgestreckte Hauptbau verfügt über Ecktürme und ein reiches Barockportal.
Die klösterlichen Besitzungen, zu denen seit 1676 auch die von Heggensche Halbscheid des im 14. Jahrhundert geteilten Stammsitzes der Herren von Ewich gehörte, erstreckten sich zu Ende des 18. Jahrhunderts über das Landkirchspiel Attendorn hinaus in die Kirchspiele Drolshagen, Helden, Oedingen, Rhode, Schönholthausen und Valbert. Die Akten dieser Zeit nennen Klosterkolonen in Ackerschott (2), Albringhausen (2), Dünschede (1), Beukenbeul (2) Fernholte (1), Oberveischede (2), Leckmart (1), Berlinghausen (1), Griesemert (1), Merklinghausen (2), Maiwormshammer (1), Mühlhof (1), Ostentrop (5), Roscheid (2), Sellenrade (1), Siedenstein (1), Uelhof (1), Weltringhausen (1), Windebruch (2) und Weuste (1). In der umfangreichen eigenen Landwirtschaft zu Ewig und Listernohl waren zuletzt zwei Dutzend Leute beschäftigt, während die Zahl der Geistlichen neben dem Prior auf fünf gesunken war. Von diesen war einer Propst des Klosters Nazareth in Störmede.
Nach dem Uebergang des kölnischen Herzogtums Westfalen an den Landgrafen von Hessen wurde die "Kanonie" Ewig am 28. November 1803 aufgehoben und am Tage darauf die Kirche geschlossen.

## Prioren

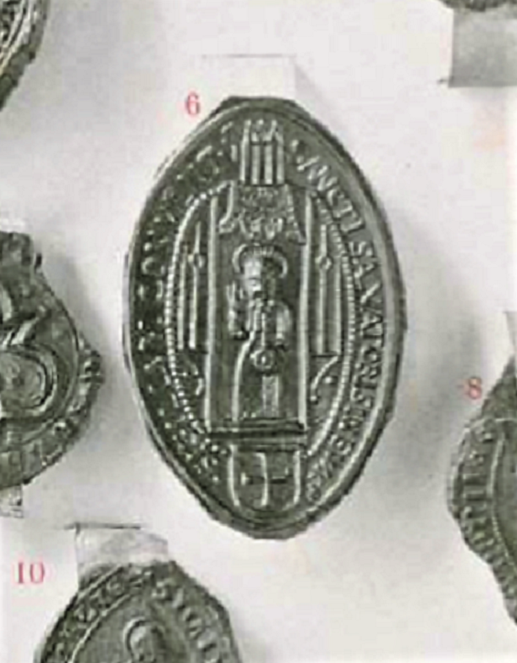
Siegel des Klosters Ewig aus dem 15. Jahrhundert

- 1420 Johannes Sewaldi (Prior aus Böddeken)
- 1428? Arnold Hüls (Prior aus Böddeken)
- 1429 Balduin (einziger Abt)
- 1435 Lippold de Osnaburga (Prior)
- 1459 Gobbelin de Keppel
- 1464, 1480 Johann van Herten († 1491)
- 1480 Gortfridus van Neuyss († 1517)
- 1492, 1515 Diederich von Schneppenohl
- 1532, 1555 Herman op dem Sacke (Sackmann I.), († 1574)
- 1562 Heinrich Oesthilden
- 1564, 1565 Marx Burchard
- 1566, 1574 Herman Sackmann II.
- 1582 Peter Wulf senior
- 1599, 1601 Johann Sackmann
- 1618, 1638 Peter Wulff junior († 1646)
- 1651, 1661 Everhard Reuschen (Rüsche)
- 1665, 1694 Johann Gertmann († 1694)
- 1696, 1708 Henrich Krückeldorf († 1708)
- 1711, 1738 Gaudenz Mollerus (Müller)
- 1751, 1756 Adam Heinrich Fuhr
- 1768 Johann Adolph Schmallen (Prälat)
- 1768 Johann Edmund Vaaßen (Prior)
- 1790, 1796 Theodor Esser[4][5]

## Archäologische Untersuchungen
Der komplette Grundriss der ehemaligen Kirche wurde mit zehn Grabungsschnitten rekonstruiert. Die Kirchenfundamente lagen ca. 0,50 m unter dem Eingangsniveau, wobei die nördliche Längsseite unter der heutigen Hofmauer lag. Im Hof befand sich der Klosterfriedhof. Reste einer älteren Klosterkirche befanden sich südlich des Südflügels. Zwei Ost-West und Nord-Süd verlaufende Mauerzüge lagen unter dem Fußbodenniveau und bildeten einen großen Raum. Dieser Teil des Klosters wurde in der ersten Hälfte des 18. Jahrhunderts abgerissen, um der heute noch bestehenden Barockanlage Platz zu machen. Mit den Erkenntnissen der Gebäudereste hinter dem Südflügel zeigt sich ein völlig anderes Aussehen des ursprünglichen Klosters.
Mehrere Waffen des 14./15. Jahrhunderts wurden im Bereich der Gräfte an der Ostseite gefunden, insbesondere sind ein Fragment eines Kettenhemdes, eine Sturmspitze, ein Auflagebügel für ein frühes Gewehr sowie der Lauf einer Büchse zu nennen. Weitere Keramikfunde von Töpfereien aus Siegburg und Köln belegen, dass das Kloster im 16. Jahrhundert einen gewissen Wohlstand besaß. Für das gehobene Repräsentationsbedürfnis der damaligen Zeit spricht auch der Ausbau nach Osten mit dem Figurenportal, der Steinbrücke und den Gartenplastiken mit Steinvasen.

## Hammerwerke
Im Besitz des Klosters waren seit dem 15. Jahrhundert mehrere Hammerwerke. Diese von Bürgerlichen erbauten und später in klösterlichen Besitz geratenen Anlagen gehören zu den frühesten mit Wasserkraft betriebenen mechanischen Hammerwerken in der Region. Dabei ist die Überlieferungslage für die frühe Zeit relativ gut. Nur 1449 erwähnt wurde ein Selfhammer. Der Listernohler Hammer, später Maiwormshammer genannt und 1446 erstmals erwähnt, war ursprünglich eine Gründung Attendorner Bürger. Das Wasser der Bigge wurde in Teichen gestaut und zum Betrieb des Hammers abgelassen. Ob er mit einer Hütte verbunden war, ist nicht bekannt. Der Hammer ging 1478 vor dem Hintergrund einer Memorienstiftung an das Kloster über. Die Anlage wurde verpachtet. Im Jahr 1592 fiel auch der Hammer im Ziegenseifen an der Lister an das Kloster. Der Hammer wurde nach der Säkularisation 1855 in ein Puddelwerk umgewandelt. Auch der Merklinghauser Hammer an der Ihne war zeitweise in Klosterbesitz.

## Handschriften
In den Schreibwerkstätten des Augustinerklosters Ewig wurden alte Handschriften kopiert. Der bedeutendste aus dem Ewiger Skriptorium hervorgegangene Kodex ist ein Missale von 1472 für die Pfarrei Schönholthausen, der heute im Diözesanmuseum Paderborn aufbewahrt wird.

## Entwicklung nach der Säkularisation
Im Jahr 1803 wurde das Kloster säkularisiert, und der Besitz war zunächst eine hessische Staatsdomäne. Das Inventar wurde verkauft und die Kirche abgerissen. Unter preußischer Herrschaft ab 1816 wechselte der Gebäudekomplex mehrfach den Besitzer. 1819 kam es zum Verkauf an den Freiherrn von Gaugreben. 1855 wurden die Gebäude an Friedrich von Schenck verkauft. 1898 kaufte der preußische Staat den Besitz zurück. Er war Sitz einer Oberförsterei mit staatliche Domäne. In den Jahren 1923 und 1931 wurde die Anlage durch Brände stark beschädigt und im Jahr 1944 im Tausch von der Familie Ramacher erworben. 1956 wurden die Anlagen für den Bau der Biggetalsperre gekauft. Neben Büros und Labors war dort ein Barackenlager für Arbeitskräfte untergebracht. Im Jahr 1967 gingen die Gebäude in den Besitz des Landes Nordrhein-Westfalen über, das dort 1968 die erste offene Justizvollzugsanstalt des Landes einrichtete. Von 1978 bis 1988 wurde in verschiedenen Bauabschnitten der heutige Baukomplex errichtet, der am 25. November 1988 offiziell mit einer Feier der JVA Attendorn übergeben wurde.